# 哈米吉多頓演習
世界末日演习（英語︰Exercise Armageddon） 是爱尔兰共和国于1970 年进行的一次祕密军事演习。演习的目的是“详细研究、计划和演练愛爾蘭国防军在北爱尔兰的干预行动，以确保當地爱尔兰人口的安全”。 

## 背景
北愛爾蘭民權協會从196 年开始组织抗议游行，寻求改善北爱尔兰罗马天主教徒的生活及政治条件。这引起了保皇派及新教徒的反彈，從而引爆骚乱，直接导致超過1500名天主教难民逃往爱尔兰共和国。1969年8月13日，時任爱尔兰总理傑克·林奇在接受电视采访时说：“⋯⋯爱尔兰政府不能再袖手旁观，眼睁睁地看着无辜的人受伤，甚至可能會有更糟的後果”。  林奇的内阁在该採取甚麼行動上存在意見分歧，時任國防部長凱文·波蘭 (Kevin Boland)及内阁部長尼爾·布萊尼 (Neil Blaney)
呼吁采取强有力的行动。 8月30日，林奇命令時任爱尔兰陆军参谋长肖恩·麥克伊恩将军准备一项可能的入侵北愛爾蘭的计划。當時的北愛爾蘭內政部長約翰泰勒回憶說，林奇發表關於不再袖手旁觀的言論，他動員了超過8,000 名預備役警察，以防範爱尔兰政府可能的入侵。
8月中旬，英國展開旗幟行動，英國軍隊部署到貝爾法斯特，以保護天主教徒的社區免受來自保皇派的攻擊。

## 北爱尔兰行动规划委员会的中期报告
1969年9月，爱尔兰军队起草了一份称为《北爱尔兰行动规划委员会中期报告》的文件。文件概述了爱尔兰军队在北爱尔兰境内可行的军事行动的計劃。文件中承认，爱尔兰军队没有能力可以對在北爱尔兰的英國軍隊進行任何常规性的进攻军事行动。因此文件建議把受過專門訓練和裝備精良的愛爾蘭突擊隊滲透到北愛爾蘭，對貝爾法斯特碼頭、奧爾德格羅夫機場、BBC等關鍵行業及設備展開游擊式的攻擊。報告建議突擊隊從貝爾法斯特和北爱尔兰西北部開始行動，以吸引在北愛爾蘭的大部分安全部隊遠離邊境地區，把他們的注意力轉移到游擊戰上。然後，愛爾蘭軍隊會派出四個旅進入北爱尔兰，佔領天主教占多數的城鎮德里及紐里，並擊倒剩余的少數安全部隊。愛爾蘭陸軍運輸隊並沒有足夠的資源將所有必要的部隊運送到衝突地區，因此該計劃建議從愛爾蘭運輸公司租用公共汽車，以協助運輸。另外出於政治原因，愛爾蘭共和國並不會正式對英國宣戰。
雖然文件詳細地列明了入侵计划，但也指出愛爾蘭國防軍12000人中只有2136人有實戰能力，另外警告愛爾蘭國防軍沒有能力開展任何形式的單方面軍事行動，而且該行動將會使愛爾蘭共和國面臨來自“英國軍隊的報復性懲罰性軍事行動”。 